# Mag (kniha)
Mag (v originále Pic) je krátký román amerického spisovatele Jacka Kerouaca, poprvé vydaný v roce 1971. Je to jeden z mála Kerouacových románů, který je celý postaven na fiktivních událostech. Kniha je o příběhu chlapce, který žije v domě svých příbuzných. Poté, co zemře jeho dědeček, přijde si pro něj jeho starší bratr Slim, který jej odvede z vesnického života do víru velkoměsta.